# Santa Bàrbara de Sensui
Santa Bàrbara de Sensui és l'església romànica del poble de Sensui, pertanyent al terme municipal de Salàs de Pallars, de la comarca del Pallars Jussà. Era sufragània de la parròquia de Sant Martí de Rivert. És una obra protegida com a Bé Cultural d'Interès Local.

## Descripció
Edifici d'una sola nau cobert amb volta de canó apuntada reforçada per un arc toral i capçada a llevant per un absis semicircular que connecta amb la nau mitjançant un arc presbiteral. L'absis està flanquejat per dues absidioles de planta rectangular formant com un transepte. Hi ha dues finestres, una de doble esqueixada, a la façana sud de l'absidiola i l'altra d'una sola esqueixada, a la façana oest. Presenta un campanar d'espadanya de dos ulls. Les façanes són llises, amb motllura al ràfec de l'absis central. La porta està a la façana sud. L'aparell és de carreu irregular amb filades uniformes.

## Història
La vila de Sensui és documentada des de l'any 840 quan fou venuda al monestir de Sant Genís de Bellera. La vila i l'església de Sensui estigueren vinculades a aquest monestir fins a la seva incorporació al monestir de Santa Maria de Lavaix.
En la visita pastoral del 1758, sota l'advocació de Santa Bàrbara, l'església era sufragània de Sant Martí de Rivert. El 1904 Sensui formava part de la parròquia de Sant Adrià de la diocesi de Lleida, de la qual fou segregada i annexada de nou a la parròquia de Rivert, del bisbat d'Urgell. Actualment depèn de la parròquia de Salàs de Pallars.
Molt possiblement santa Bàrbara no és l'advocació original, sinó que ho era santa Maria. Tanmateix, el 1043 ja consta el patronatge de santa Bàrbara, tot i que el 1204 torna a sortir com dedicada a santa Maria. En les visites pastorals de l'edat moderna surt sempre sota el nom de santa Bàrbara.

## Galeria d'imatges

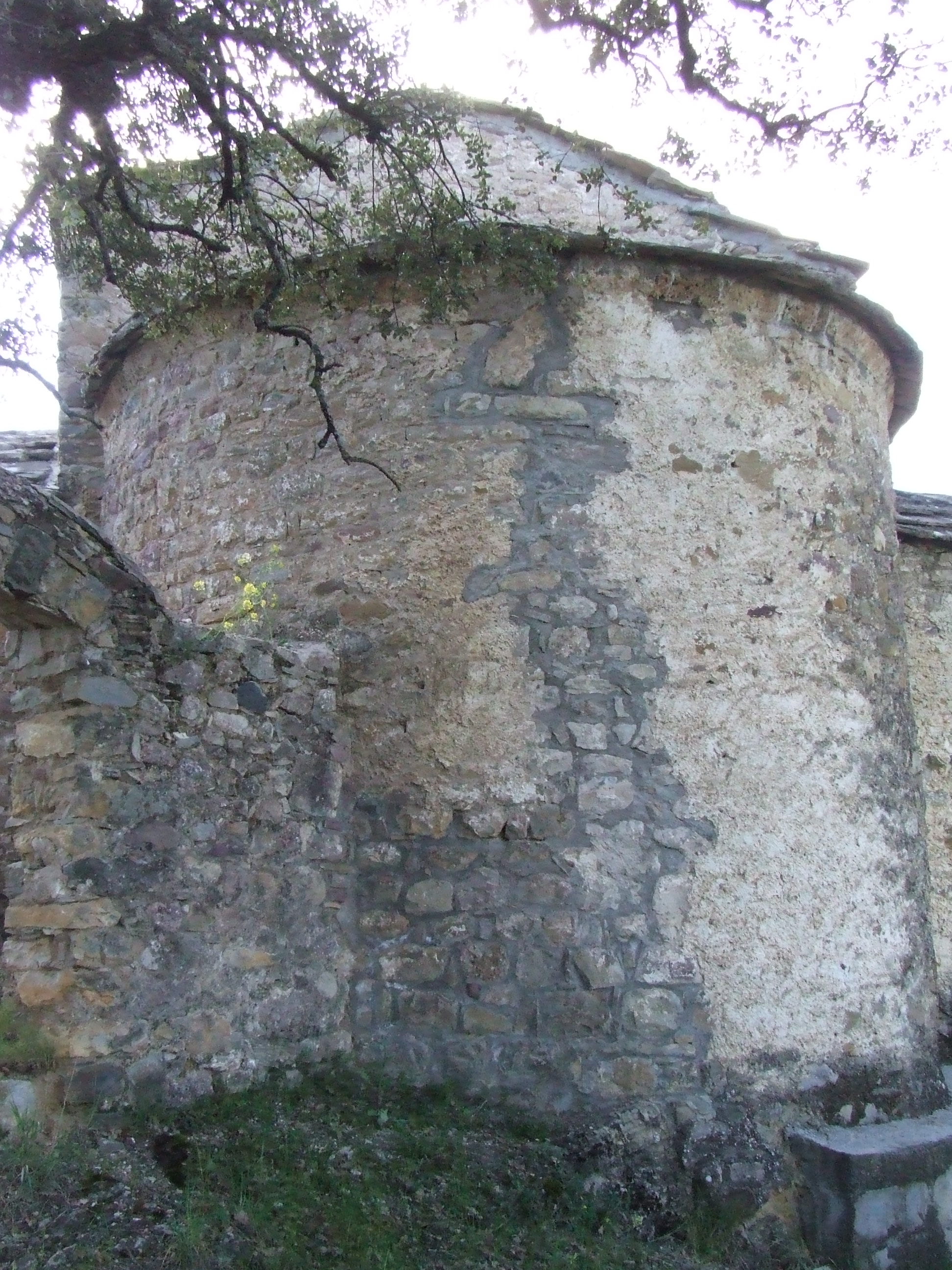
L'absis
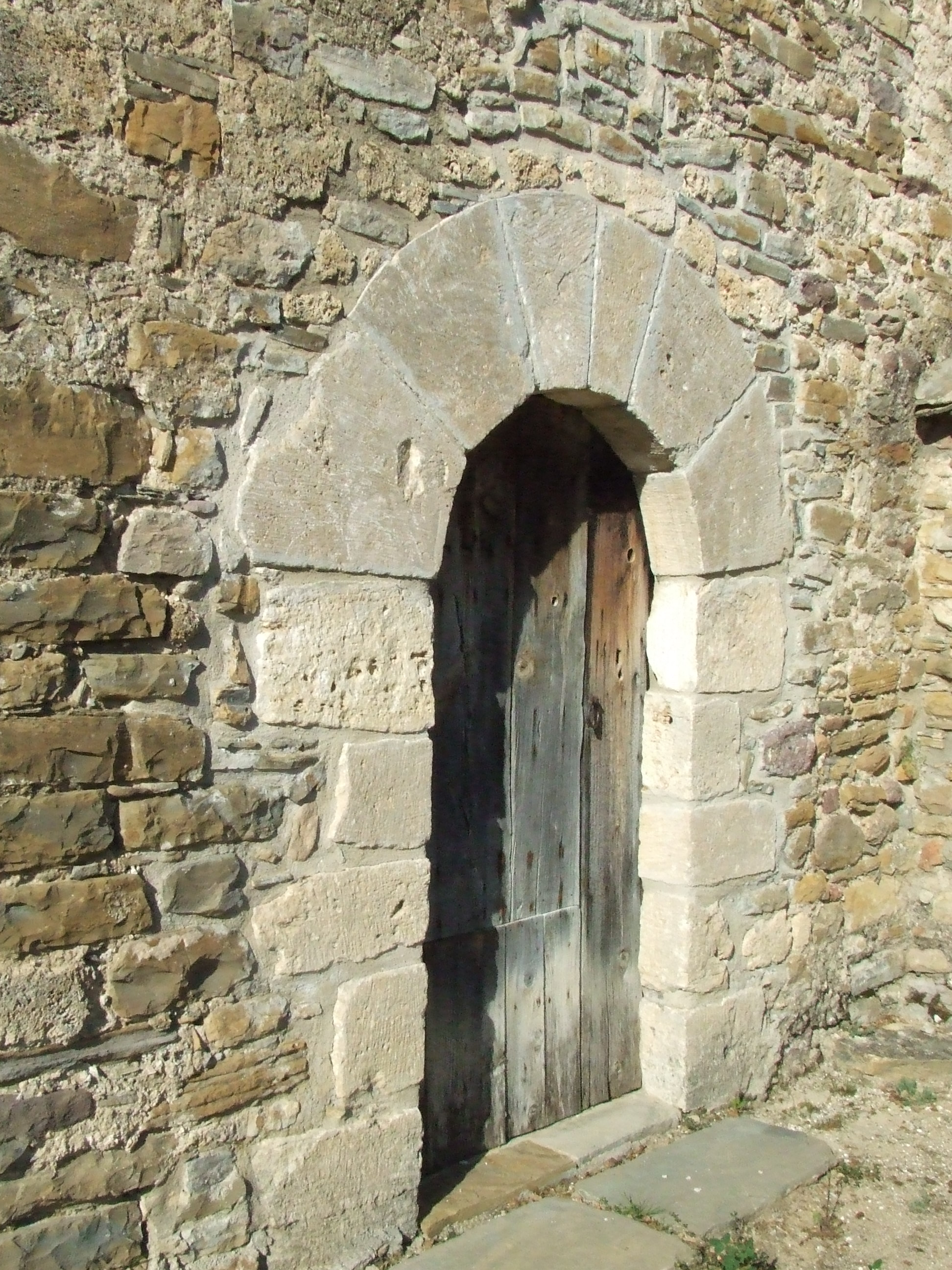
La porta, adovellada
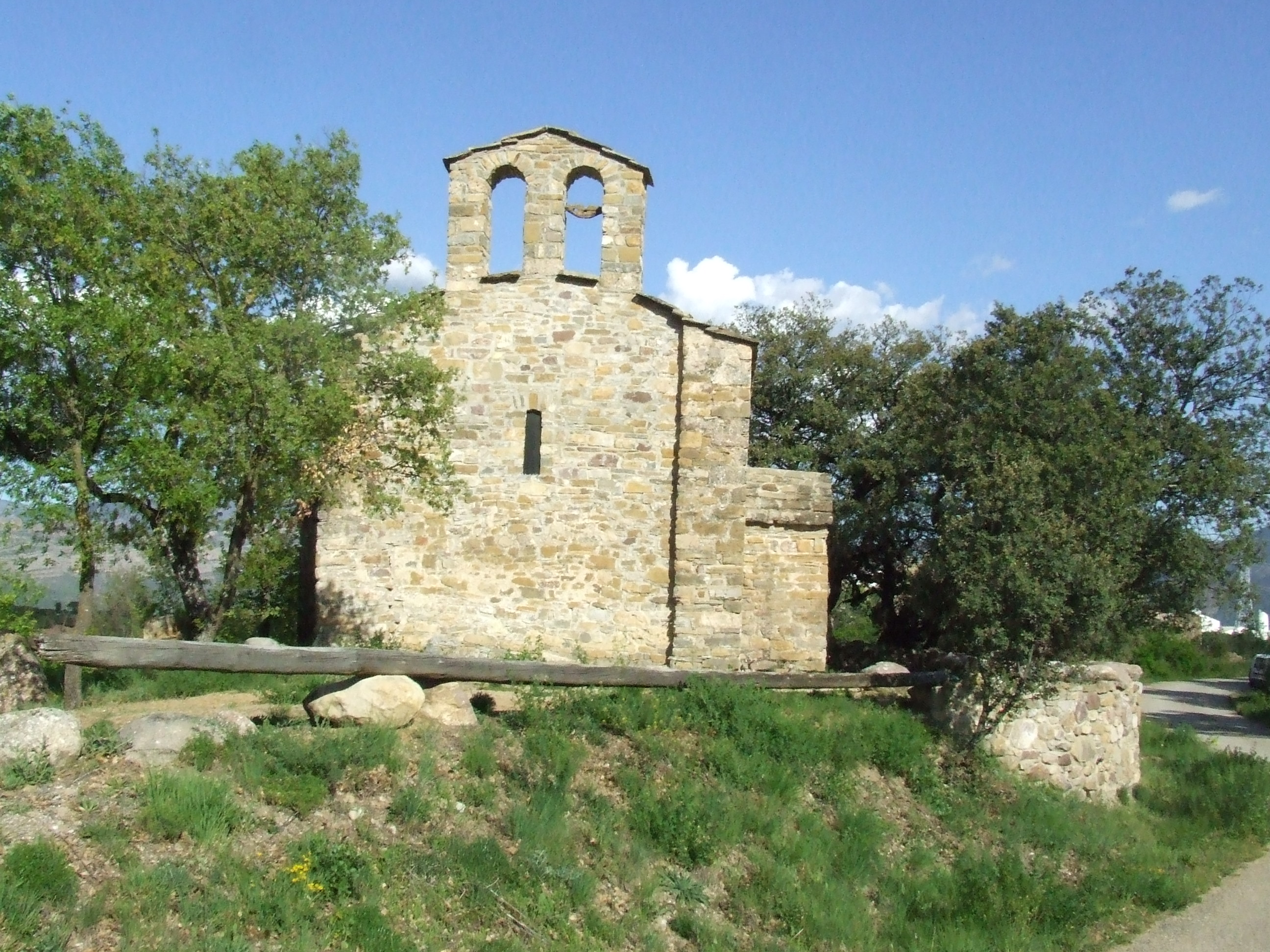
Façana de ponent